# Johnny Maddox
Johnny Maddox (* 4. August 1927 in Gallatin, Tennessee; † 27. November 2018) war ein US-amerikanischer Ragtime-Pianist.

## Biografie
Das Interesse von Maddox an Ragtime und Blues wurde schon früh durch seine Tante Zula Cothron geweckt. Sie spielte Ragtime-Klavier bei der Louisiana Purchase Exposition von 1904 und lehrte ihn das Klavierspielen. Mit fünf Jahren bestritt er bereits sein erstes öffentliches Konzert, und mit zwölf Jahren begann er seine professionelle Karriere.
Sein Freund Randy Wood, bei dessen Randy's Record Shop er mitarbeitete, gründete 1950 die Plattenfirma Dot Records. Die allererste Aufnahme dieser Neugründung wurde Maddox' erste Single Crazy Bone Rag, mit dem Titel St. Louis Tickle auf der B-Seite, die innerhalb von fünf Wochen 22.000 Mal verkauft wurde. Maddox nahm weiterhin für Dot Records auf; auch nachdem die Firma in den 1970er Jahren von der Music Corporation of America (MCA) aufgekauft wurde, blieb er ihr weiter treu. In seiner Laufbahn spielte er für Dot Records und MCA 50 Alben und 87 Singles ein. Darunter waren neun „gold records“ mit einer addierten Verkaufszahl von über 11 Millionen Stück.
1955 spielte Maddox die Platte The Crazy Otto Medley ein. Sie setzte sich aus Stücken zusammen, die der deutsche Komiker, Pianist und Komponist Fritz Schulz-Reichel, bekannt unter dem Künstlernamen Otto der Schräge oder schräger Otto, schrieb. Das Medley hielt sich 14 Wochen lang als Nummer 2 in den Charts und wurde die erste über eine Million Mal verkaufte Ragtime-Aufnahme überhaupt. Letztlich wurde sie über 2 Millionen Mal verkauft. Nach diesem Erfolg wurde „Crazy Otto“ zu einem Spitznamen für Johnny Maddox wie auch für Schulz-Reichel.
Maddox war auch bekannt als ein herausragender Sammler alter Sammelstücke aus der Zeit des Ragtime und Dixieland. Seine Kollektion umfasste über 30.000 alte Grammophonplatten, Edison-Wachszylinder und Notenrollen („piano rolls“), aber auch Notenblätter von über 200.000 Stücken, von denen Maddox nach eigener Aussage 3000 Stück auswendig beherrschte. Maddox spielte noch bis 2012 auf jährlichen Konzerten in Durango, Colorado. Er starb 91-jährig im November 2018.

## Ehrungen, Trivia
- Die Gruppe Grateful Dead erwähnt in ihrem Lied Ramble on Rose ‚Crazy Otto‘ und bezieht sich damit auf Johnny Maddox.
- 1954 wurde Maddox von der Music Operators Association als  America's Number One Jukebox Artist ausgezeichnet.
- Der Blues-Komponist W. C. Handy bezeichnete Maddox 1952 als „the white boy with the colored fingers“ (übersetzt etwa: „Der weiße Junge mit den schwarzen Fingern“).
- Maddox erhielt einen Stern auf dem Hollywood Walk of Fame.